# John Grimaldi
 (janvier 2020).
 (février 2018).
Si vous disposez d'ouvrages ou d'articles de référence ou si vous connaissez des sites web de qualité traitant du thème abordé ici, merci de compléter l'article en donnant les références utiles à sa vérifiabilité et en les liant à la section « Notes et références ».
John Grimaldi était un musicien et compositeur anglais, membre du groupe de rock progressif ou symphonique Argent.